# Медицинский факультет Варшавского университета
Медицинский факультет Варшавского университета — факультет Варшавского университета, действовавший в 1816—1950 годах (с перерывами) и занимающийся образованием в области медицинских наук. 
На его базе в 1950 году был основан медицинский университет (Варшавская медицинская академия, преобразован в Варшавский медицинский университет в 2008 году).

## История
Он принадлежал к группе из пяти факультетов, созданных с основанием университета в 1816 году (наряду с факультетом права, факультетом философии, факультетом теологии и факультетом наук и изящных искусств).
Факультет был основан на базе Варшавской медицинской академии, основанной в 1809 году, деканом которой был Яцек Дзярковский. Факультет состоял из 10 кафедр (теоретическая и практическая и сравнительная анатомия; фармация, фармакология, полиция и судебная химия; физиология и диетология; общая патология, история медицины и пропедевтика; медицинские материалы, токсикология и рецептура, то есть рецептура; теоретическая хирургия; хирургическая хирургия). ; Патология и детальная терапия; акушерство, беременные, акушеры и новорожденные; эпизоотические заболевания, судебная медицина и медицинская полиция. На факультете работали в том числе Анджей Францишек Ксавери Дыбек, Эмилиан Клеменс Новицки и Ян Богумил Фрейер.
В 1815—1830 годах кафедра выдала 289 медицинских, хирургических и фармацевтических дипломов. В 1831 г. в связи с закрытием университета после Ноябрьского восстания (1830) прекратил свое существование и медицинский факультет.
Созданная 1 октября 1857 года Медико-хирургическая академия являлась наследием факультета. Он занимал бывшее здание медицинского факультета на улице Jezuicka 73. Занятия также проходили во дворце Казимежовских и дворце Сташица. Пост первого президента Академии был доверен русскому Теодору Цикурину, который затем перешел к проф. Анджей Яниковский. Среди лекторов были: Титус Халубинский, Виктор Феликс Шокальский, Людвик Маврикий Гиршфельд, Генрих Фердинандович Гойер, Александр Антоний ЛеБрун и Поликарп Гирштовт.
После возобновления деятельности университета в 1915 году медицинские исследования в течение 10 месяцев проводились на подготовительном и медицинском отделении факультета естественных наук. Сам медицинский факультет был открыт 24 августа 1916 года, а его деканом стал Леон Крыньский.
В 1921 году Юзеф Пилсудский был удостоен звания почетного доктора в области медицины.
В 1926 году был отделен фармацевтический факультет (его деканом стал Владислав Мазуркевич) а в 1927 г. — факультет ветеринарной медицины.
После вторжения вермахта факультет действовал в подполье с октября 1939 года. Инициаторами тайных наборов были Людвик Антони Пашкевич и Витольд Орловский (занятия проводились также в варшавском гетто). Секретный отдел возглавлял проф. Мариан Гжибовски. Часть занятий проходила в рамках Частного профессионального училища вспомогательного санитарного персонала им. Ян Заорский. Лекции также читали Александр Элкнер, Эдвард Лот, Ян Заорски, Францишек Чубальский, Раймунд Барански , Мариан Гжибовскому, Георгий Леопольд Модраковский, Владиславом Капусцинский, Станислав Пшиленцкий и Максим Никоноров (научный руководитель был проф. Стефан Копеч). В период обучалось около 1900 человек.
После капитуляции Варшавского восстания секретные занятия для студентов-медиков проводились в эвакуированных варшавских больницах в Милановеке, Брвинуве и Гродзиск-Мазовецком. В ноябре 1944 года отделение начало открыто работать в освобожденной от нацистов Праге. Деканом был проф. Тадеуш Буткевич. Во время войны из 23 профессоров, преподававших в 1939 году, 12 умерли или умерли.
Весной 1950 г. медицинский и фармацевтический факультеты были выведены из состава университета, и была создана Медицинская академия в Варшаве.
Из числа профессоров факультета были выбраны ректоры Варшавского университета:
- проф. Юзеф Брудзинский, педиатр (1915—1917)
- проф. Ян Мазуркевич, психиатр (1921—1922)
- проф. Францишек Кшишталович, дерматолог (1924—1925)
- проф. Мечислав Михалович, педиатр (1930—1931)
- проф. Ежи Модраковский, фармаколог (избран в 1939 г.)
- проф. Францишек Чубальский, физиолог (1945—1949)[2]

## Деканы
- Гиацинт Дзярковский
- Анджей Францишек Ксавери Дыбек
- Ян Бернар Майл
- Влодзимеж Бродовский (с 1869)
- Владислав Мазуркевич (1917—1919)
- Ежи Модраковский (1926—1927)
- Виктор Гржива-Домбровски (1932/1933 и 1938/1939)
- Фрэнсис Венулет (1934/1935)
- Леон Крыньски
- Станислав Пшиленцкий
- Витольд Гондзикевич
- Мариан Гжибовски
- Тадеуш Буткевич
- Антони Добжаньски (1947—1948)

## Почетные врачи Варшавского университета по запросу медицинского факультета
По запросу медицинского факультета почетными докторами Варшавского университета были :
- 1921: Юзеф Пилсудский, Владислав Станкевич
- 1924: Тадеуш Брович
- 1931: Богдан Хуттен-Чапски
- 1937: Константин Ангелеску
- 1938: Эдвард Смиглы-Рыдз

## Здания
До 1831 года факультет располагался на ул. Jezuicka 73 (в здании располагалась также Медико-хирургическая академия, действовавшая после ликвидации отделения с 1857 г.). С 1862 г. главным зданием факультета был дворец Сташицев.
В конце XIX века факультет располагался в здании справа от Главной библиотеки на Краковском предместье. Некоторые из его клиник располагались на ул. Теодора, а остальные — в Госпитале Младенца Иисуса, св. Дух, св. Иоанна Богослова и больницы св. Лазаря.
В конце 1944 года, перед вытеснением немцев из левобережной Варшавы, отделение, воссозданное в Праге, начало работать в Госпитале Преображения Господня и занимало школьные помещения на ул. Боремловская 8/12 (т. Н. Boreml Academy). В 1945 году штаб-квартирой факультета стало перестроенное здание теоретической медицины на территории главного университетского городка. Факультет занимал здание Collegium Anatomicum и комнаты Национального института гигиены. Поликлиники располагались в Больнице Младенца Иисуса и Преображенской больнице (Прага).